# Blaze (Kalafina歌曲)
《blaze》是日本女子音樂組合Kalafina的第19張單曲。2016年8月10日由SME Records發行。

## 解說
《blaze》是女子音樂組合Kalafina自從上一張單曲《One Light》以來，相隔1年發行的最新單曲。同名標題曲也被2016年7月至8月MBS等台首播的電視動畫《亞爾斯蘭戰記 風塵亂舞》選為片尾主題曲使用。此外該單曲是Kalafina所屬SME Records時期的最後一張單曲。
CD的販售形式如下：
- 通常盤（只有CD）
- 初回生產限定盤A（有附贈收錄標題曲《blaze》DVD格式的音樂MV）
- 初回生產限定盤B（有附贈收錄標題曲《blaze》DVD格式的音樂MV）
- 期間生產限定盤（動畫盤）（有附贈收錄電視動畫《亞爾斯蘭戰記 風塵亂舞》DVD格式的無字幕片尾動畫）
- 完全生產限定盤（黑膠盤）

此外，「blaze ～TV size～」於實體CD販售之前先在網路公開。

## 收錄歌曲
所有歌曲由梶浦由記作詞、作曲、編曲。
通常盤、初回限定盤
1. blaze (4:03)
2. 夏朝 (3:45)
3. blaze ～Instrumental（日语：器楽曲）～
4. 夏の朝 ～Instrumental～

DVD／BD（初回限定盤）
1. blaze MV

期間限定盤（動畫盤）、完全生產限定盤（黑膠唱片盤）
1. blaze
2. 夏朝
3. blaze ～Instrumental～
4. 夏朝 ～Instrumental～
5. blaze ～TV Size～

DVD（僅限期間限定盤）
1. 電視動畫《亞爾斯蘭戰記 風塵亂舞》無字幕片尾動畫

## 來源
1. ↑  . CDJournal. 2016-08-26  [2017-08-28]. （原始内容存档于2017-08-28） （日语）.

## 外部連結
- SACRA MUSIC（Sony Music）官方網站的歌曲介紹頁面
  - 初回生產限定盤A（页面存档备份，存于） （日語）
  - 初回生產限定盤B（页面存档备份，存于） （日語）
  - 通常盤（页面存档备份，存于） （日語）
  - 期間生產限定盤（页面存档备份，存于） （日語）
  - 完全生產限定盤（页面存档备份，存于） （日語）